# Zone proximale de développement

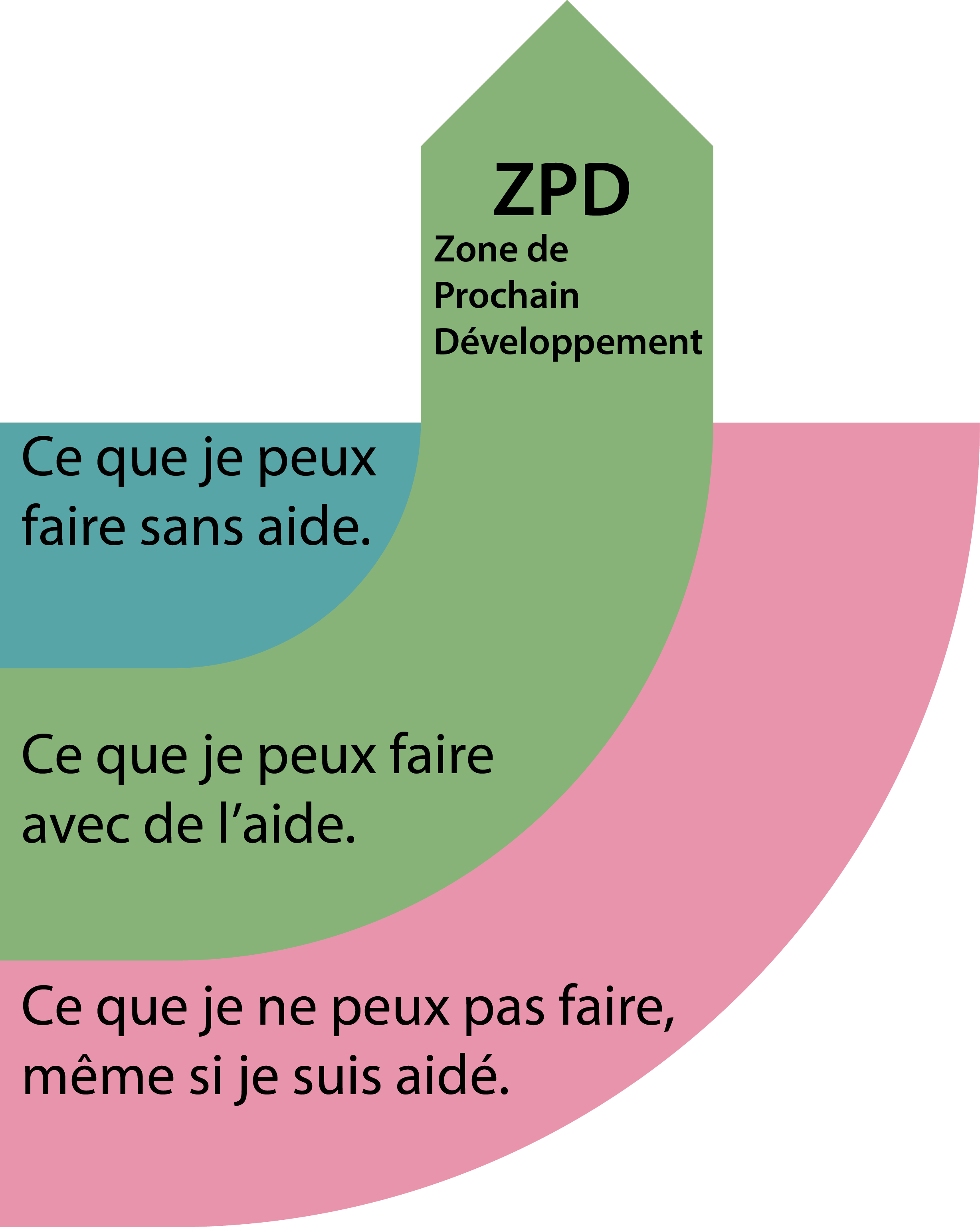
Diagramme représentant la notion de zone de prochain développement vers laquelle un sujet peut se tourner pour accroître son action sur le monde, grandir, apprendre.

La zone proximale de développement (ZPD), aussi traduit par « zone de proche développement » ou « zone de développement prochain » dans les traductions les plus récentes, est un concept issu du travail de Lev Vygotski sur le développement précoce de l'enfant.
Ce concept suggère que les enfants sont aptes à mieux apprendre les problèmes et à s'améliorer davantage autour d'un enfant plus expérimenté, d'un parent ou d'un enseignant, plutôt que d'un enfant à leur niveau cognitif. Cela encourage donc l'apprentissage en milieu scolaire à ce stade de la vie. La ZPD augmente nettement le potentiel d'un enfant à apprendre plus efficacement.
Parce qu'elle implique un apprentissage avec des pairs ou par étayage (scaffolding), la ZPD ne doit en aucun cas être résumée à une tâche d'apprentissage "ni trop dure, ni trop facile".

## Description
La ZPD est déterminée par « la disparité entre l'âge mental, ou le niveau de développement présent, qui est déterminé à l'aide des problèmes résolus de manière autonome, et le niveau qu'atteint l'enfant quand il résout des problèmes non plus tout seul mais en collaboration ».
C’est la distance entre ce que l’enfant peut effectuer ou apprendre seul et ce qu’il peut apprendre uniquement avec l’aide d’une personne plus experte.
L’intérêt de ce concept est d’orienter le travail du pédagogue non pas uniquement en fonction du passé, en tenant compte des fonctions arrivées à maturité, mais aussi et davantage en fonction de l’avenir, en déclenchant le développement proche par des apprentissages adaptés. « Ce que l’enfant est en mesure de faire aujourd’hui en collaboration, il saura le faire tout seul demain ». Autre intérêt : considérer que les différences entre élèves ne portent pas nécessairement sur des acquis mais peuvent tenir à leur marge de progression.
L’apprentissage par imitation et la ZPD sont mis en parallèle par l'Éducatrice Karina Kühni qui relève que l’imitation est également un moyen pour l’enfant de mettre en route des processus cognitifs. L'attention portée à ce que l’enfant peut imiter ou ne peut pas imiter renseigne les éducatrices et éducateurs sur la ZPD de l’enfant, et permet de déterminer ce qui peut être mis à sa disposition pour améliorer le processus d’apprentissage.
Ainsi, l’éducateur a bien une fonction, il n’a pas qu’à attendre que l’enfant construise par lui-même, en toute autonomie, ses savoirs, par une maturation psychologique plus ou moins naturelle. C'est là une critique du concept d'éducation négative développé par Jean-Jacques Rousseau.
La fécondité de cette notion, centrale chez Vygotski, semble reposer sur plusieurs préoccupations dans ce domaine : quel étayage pédagogique le formateur doit-il mettre en place pour favoriser l'atteinte de cette ZPD ?
Cette notion ne se limite pas aux enfants, ni à la psychologie du développement. Elle correspond aussi à une zone de développement potentiel développée par Vygotski puis par Clot en clinique de l'activité. Cette zone s'étend à tout ce que nous sommes capables de faire dès le moment où l'on nous aide. Débattre, par exemple, permet d'entrer dans cet espace. « Percevoir les choses autrement c'est en même temps acquérir d'autres possibilités d'action par rapport à elles. [...] En généralisant un processus propre de mon activité, j'acquiers la possibilité d'un autre rapport avec lui. » (Vygotski, 1896-1934).